# ライオン橋 (サンクトペテルブルク)
ライオン橋（ライオンばし、露: Львиный мост リヴィニ・モスト、英: Bridge of Four Lions）は、ロシア・サンクトペテルブルクにある橋である。

## 概要
単一スパンの吊橋であり、歩行者用の人道橋である。橋の名称は、四隅に1体ずつ設けられている、ライオンをかたどった彫像に由来する。アドミラルティスキー地区に位置し、グリボエードフ運河に架橋されている。

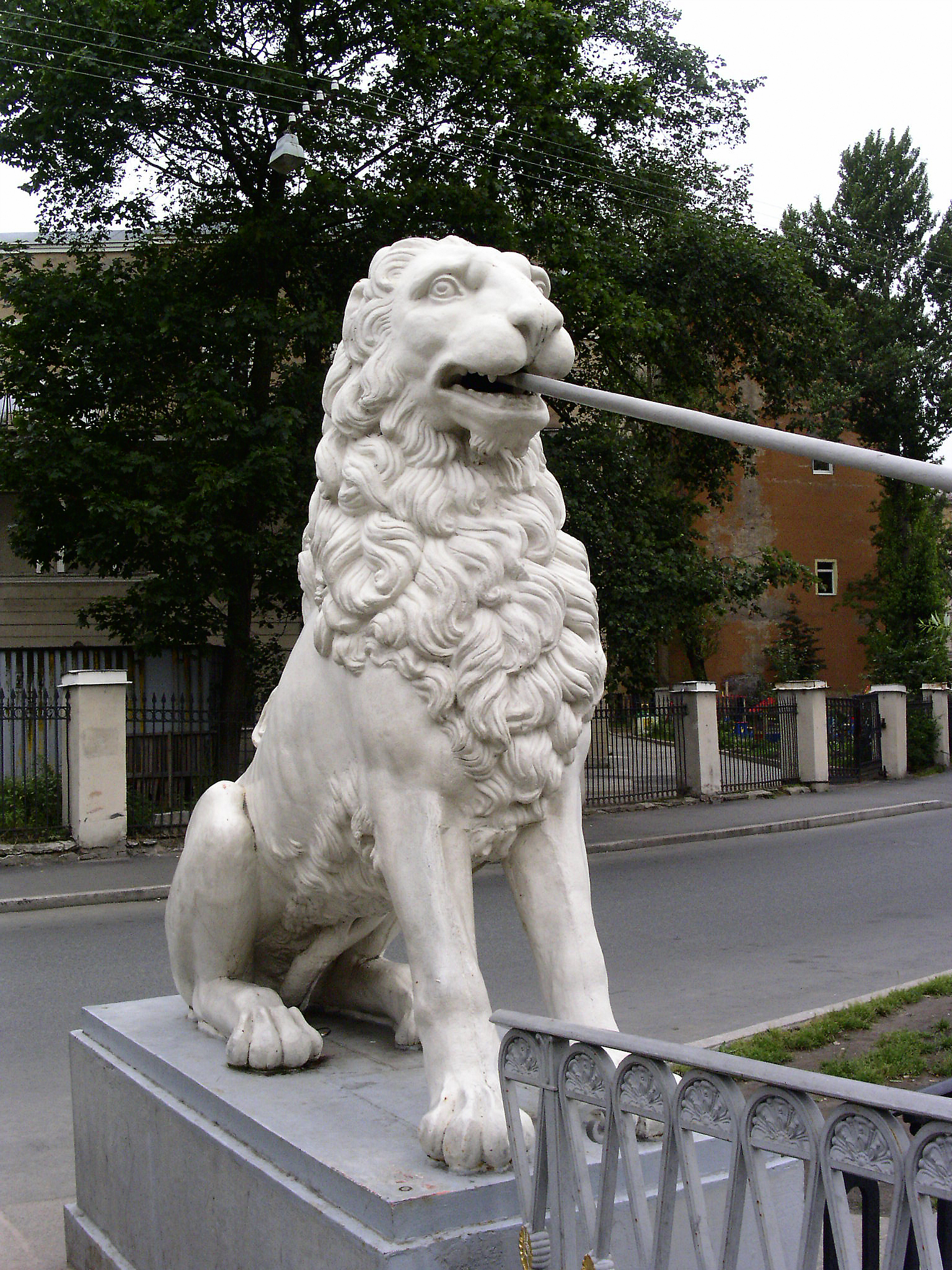
ライオン像

設計は、ドイツ人建築家ヴィルヘルム・フォン・トレッターおよびロシア帝国の技師ヴァシーリー・フリスチアノーヴィチによる。建設は、フリスチアノーヴィチの監督のもとに進められた。
橋の全長は、27.3メートルであり、幅は2.9メートルである。ケーブルには、直径1.5インチ（およそ4センチメートル）の鉄製のチェーンが用いられている。ライオン像の口から伸びているチェーンの両端は、像と台座の中に設けられている主塔に取り付けられており、支承にアンカーボルトで固定されている。橋の欄干には、鋳鉄製のランタンが2つ設けられている他に、バラの花を模した金めっきの装飾が施されている。
ライオン像は、彫刻家で学者のパーヴェル・ソコロフによって、1825年の5月から9月にかけて製作されたもので、鋳鉄でできており、台座に座った姿をしている。像の鋳造は、アレクサンドロフスキー鋳鉄工場で行われた。ライオン像の高さは、およそ2.4メートルである。

## 歴史
1823年にライオン橋および銀行橋の設計図が作成され、1825年2月18日に、双方の橋の設計図が承認された。その年の7月中旬には、主要な部分の建設工事が開始された。1826年に建設工事が完成され、同年7月1日に開通された。1880年、欄干が鋳鉄製のものから鍛鉄製のものに変更される。同年、開通当時から欄干に設けられていたランタンが取り外される。
1948年、大規模な修繕工事が行われる。桁が木製のものから金属製のものに変更され、弓なりの形状にするために、5つの部材を溶接してつなぎ合わせて構成された。1954年、建築家アレクサンドル・ロガチの設計によって、ランタンおよび欄干が開通当時の状態に復元される。1999年から2000年にかけて、大規模な修復工事が行われる。2015年、ランタンが破壊される事案が発生したが、後に修復される。2018年8月10日から同年10月にかけて、ライオン像の修復作業が行われ、像がカララ大理石を模した、白を基調とした外観に塗り直された。